# Армія Священної війни
Армія Священної Війни або Армія Святої Війни ( араб. جيش الجهاد المقدس  ; Jaysh al-Jihād al-Muqaddas ) — нерегулярне військо палестинських арабів у громадянській війні 1947–1948 років у підмандатній Палестині під проводом Абд аль-Кадіра аль-Хусайні та Хасана Салами .  Ці сили називали «особистою» армією Хусейні.  Арабська Ліга створила Арабську армію порятунку ( Джейш аль-Інкад аль-Арабі ) як протидію Армії священної війни, тоді як на практиці арабські уряди перешкоджали тисячам добровольців приєднатися до будь-якої з цих сил. 
Абд аль-Кадір аль-Хусейні прибув до єрусалимського сектору в грудні 1947 року, а до березня 1948 року вже мав близько 128 осіб. Він розмістив свою штаб-квартиру в Бір-Зейті та розпочав блокаду Єрусалиму, атакуючи єврейські конвої, що прямували до міста. Хасан Салама з 950 бійцями Джихаду та 228 нерегулярними військами взяв на себе керування операціями в секторах Лідда та Рамле, на виїзді на дорогу Тель-Авів-Єрусалим.  
Армія Священної війни мала понад 50 000 палестинських арабів, доступних для місцевої оборони, але сили лише від 5 000 до 10 000, як іноземних бійців з арабських держав, так і палестинських арабських ополченців, доступних для відправки туди, куди потрібно, під час війни в Палестині 1947–1949 років . 
Хусейні загинув під час битви за контроль над пагорбом Кастал на дорозі Тель-Авів - Єрусалим 8 квітня 1948 року. Його війська захопили Кастал у Хагани, яка окупувала село на початку операції «Нахшон» шістьма днями раніше силами близько 100 осіб.  Вони відступили до єврейського поселення Моца .  Війська Пальмаха відбили село в ніч з 8 на 9 квітня; більшість будинків було підірвано, а пагорб став командним пунктом.   Смерть Хусейні стала одним із факторів, що призвели до стрімкої деморалізації його військ. 
Коли 22 вересня 1948 року під час арабо-ізраїльської війни 1948 року було утворено Всепалестинський протекторат, він відродив Армію Священної війни із заявленою метою «звільнення Палестини». Однак уряд не мав власних коштів і діяв лише під наглядом Єгипту, і загалом був неефективним.
У жовтні 1948 року Йорданія наказала своїм військам, Арабському легіону, оточити та силоміць роззброїти різні підрозділи Армії Священної війни.